# Ghassan Salamé

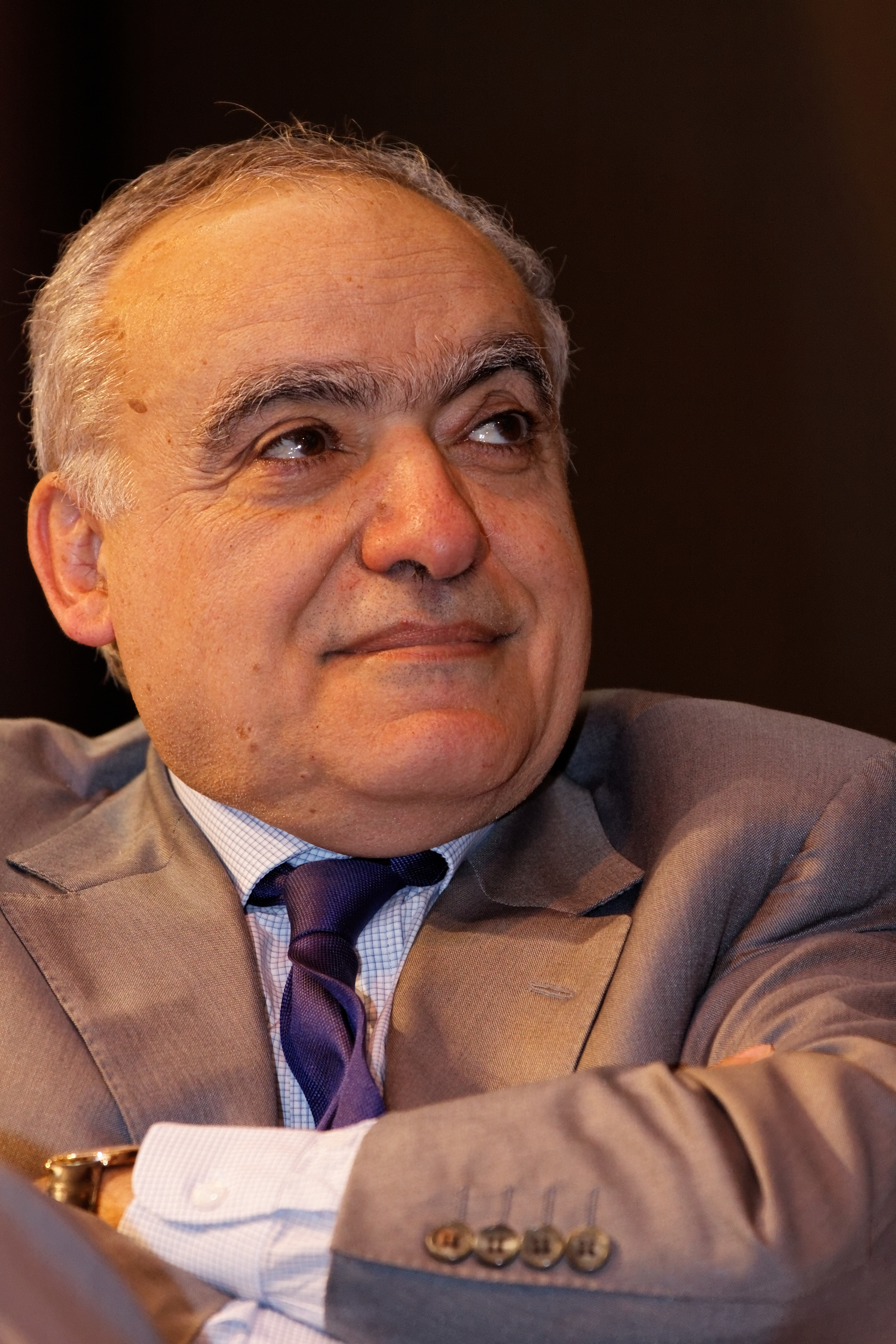
Ghassan Salamé (2012)

Ghassan Salamé, arabisch غسان سلامة, DMG Ġassān Salāma, (* 1951) ist ein libanesischer Politikwissenschaftler, Politiker und UN-Berater. Er ist emeritierter Professor für Internationale Beziehungen am Institut d’études politiques de Paris (Sciences Po) in Paris. Salamé war von 2000 bis 2003 Kulturminister des Libanon; von 2017 bis 2020 war er Leiter der United Nations Support Mission in Libya (UNSMIL).

## Leben
Salamé gehört der griechisch-katholischen Religionsgemeinschaft im Libanon (Melkiten) an. Er hat zwei Töchter; die ältere, Léa Salamé (* 1979), ist in Frankreich als Rundfunk- und Fernsehjournalistin tätig.
Nach dem Studium der Politikwissenschaften und Literaturwissenschaften an der Université Saint-Joseph in Beirut war er hier und an der Amerikanischen Universität Beirut Professor. Im Jahre 1987 wurde er CERI-CNRS-Forschungsdirektor am Institut d’études politiques de Paris (Sciences Po), wo er bis zu seiner Emeritierung als Professor tätig war. Salamé war 2010 Mitbegründer der Paris School of International Affairs (PSIA), einer Graduiertenschule von Sciences Po, und ihr erster Dekan. Seit 2011 gehört Salamé dem Board des Schweizer Zentrums für humanitären Dialog, an, einer in Genf ansässigen unparteilichen humanitären Stiftung, die sich für die Verhinderung und die Beendigung von Kriegen einsetzt und diesbezügliche Verhandlungen unterstützt. 2017 wurde er als auswärtiges Ehrenmitglied in die American Academy of Arts and Sciences gewählt.
Als Wissenschaftler beschäftigt sich Salamé mit der Politik im Nahen Osten, der dortigen Demokratisierung und den religiös-politischen Konflikten. Er forschte über die Rolle der Kultur in den internationalen Beziehungen sowie über praktische Erfahrungen der arabischen und islamischen Welt.
Von 2000 bis 2003 war er libanesischer Kulturminister in der Regierung des Premierministers Rafiq al-Hariri. In dieser Funktion war er auch Vorsitzender der Ministerkonferenz der Organisation internationale de la Francophonie (Zusammenschluss der französischsprachigen Länder). Er war im Jahr 2003 politischer Berater von Sérgio Vieira de Mello, dem UNO-Sonderbeauftragten im Irak. Er überlebte den Bombenanschlag auf das Canal Hotel in Bagdad am 19. August 2003. Von 2003 bis 2007 sowie erneut 2012 war er Berater des UNO-Generalsekretärs (Kofi Annan bzw. Ban Ki-moon). Eine erneute Nominierung als Kulturminister in der libanesischen Regierung Nadschib Miqati im April 2005 lehnte er aus politischen und beruflichen Gründen ab.
Am 22. Juni 2017 wurde er von den Vereinten Nationen zum Leiter der United Nations Support Mission in Libya (UNSMIL) als Nachfolger von Martin Kobler ernannt. Am 2. März 2020 reichte er seinen Rücktritt ein.

## Werke
- Democracy Without Democrats? The Renewal of Politics in the Muslim World, I. B. Tauris & Company, 1994 (Hrsg.)
- International Summit on Democracy, Terrorism and Security, 2005 (Hrsg.)
- Appels d'Empire. Ingérences et Résistances à l'âge de la mondialisation, Fayard, Paris 1996.
- Démocraties sans démocrates. Politiques d'ouverture dans le monde islamique, Fayard, Paris 1994. (Übersetzungen in Englisch, Arabisch und Spanisch.)
- Proche-Orient. Les exigences de la paix, Complexe, Paris 1994.
- The Foundations of the Arab State, Croom Helm, London 1990.
- The Politics of Arab Integration, Croom Helm, London 1990.